# Кузьмичи (озеро)
Кузьмичи́ (бел. Кузьмічы́) — озеро в Мядельском районе Минской области Белоруссии. Относится к бассейну реки Страча. Входит в группу Мядельских озёр.

## География
Озеро находится в 13 км к северо-западу от города Мядель. Рядом с водоёмом располагается одноимённая деревня. Озеро Кузьмичи находится на территории Нарочанского национального парка и входит в Мядельскую группу озёр. Однако некоторые источники не относят Кузьмичи к Мядельским озёрам, поскольку данный водоём относится к бассейну Немана, а не Западной Двины
Площадь зеркала составляет 0,69 км² (в отдельные годы уменьшается до 0,66 км²), длина — 1,57 км, наибольшая ширина — 0,67 км, средняя — 0,44 км. Длина береговой линии — 4,01 км (по другим измерениям — 4,1 км). Наибольшая глубина — 3,4 м, средняя — 2,4 м. Объём воды составляет 1,65 млн м³. Площадь водосбора — 11 км².

## Морфология
Котловина озера термокарстового типа, овальной формы, вытянутая в направлении с северо-запада на юго-восток. Склоны котловины высотой 3—5 м, пологие, поросшие кустарником, местами распаханные. Береговая линия относительно ровная. Южные берега низкие, заболоченные; восточные и юго-восточные поросли кустарником. У берегов формируются сплавины. Ширина поймы на северо-западе составляет 80-100 м.
Мелководье до глубины 1,2—1,4 м песчаное. Глубины до 2 м занимают 25 % площади озера. Дно плоское, сапропелистое. В южной части озера расположен остров площадью 0,2 га.

## Месторождение сапропеля
Слой сапропеля занимает 61 % площади озёрной чаши. Объём слоя составляет 763 тыс. м³, средняя мощность — 2 м, наибольшая — 9 м. Естественная влажность сапропеля — 88 %, зольность — 39 %, водородный показатель — 6,1. Содержание в сухом остатке (в %): азот — 3, оксиды железа — 2,3, алюминий — 4,5, магний — 0,8, кальций — 3,1, калий — 0,8, фосфор — 0,3. Сапропель озера Кузьмичи может использоваться в качестве минеральных удобрений или лечебной грязи.

## Гидробиология
Вода в озере относится к гидрокарбонатному классу кальциевой группы. Минерализация воды достигает 240 мг/л (по другим данным — доходит до 280,9 мг/л), прозрачность — 0,9 м. Водоём подвержен эвтрофикации и зарастает до глубины 1,7 м.
Через озеро Кузьмичи протекает река Сермеж. Время полного водообмена составляет 1 год. Тем не менее, озеро считается слабопроточным.
В озере водятся карась, линь, окунь, плотва, щука и другие виды рыб. Рыбалка с использованием моторных плавсредств запрещена.